# Pärlsparvuggla
Pärlsparvuggla (Glaucidium perlatum) är en afrikansk fågel i familjen ugglor inom ordningen ugglefåglar.

## Utseende
Pärlsparvugglan är en liten, långstjärtad och kompakt uggla med en kroppsstorlek på 19 centimeter. Ovansidan är djupt brun och kraftigt vitfläckad med ett vitt band på axeln. Undersidan är brunstrimmigt vit. Ögonen är gula. Liksom hos många av dess släktingar syns två ögonliknande fläckar i nacken. Könen är lika, men ungfåglarna är blekare med kortare stjärt. Flykten är kraftigt bågformad.
Lätet beskrivs som en accelererande serie med stigande pipiga toner, följt av fallande visslingar.

## Utbredning och systematik
Pärlsparvuggla delas in i två underarter med följande utbredning:
- Glaucidium perlatum perlatum – Senegal och Gambia till västra Sudan
- Glaucidium perlatum diurnum – östra Sudan, Eritrea, Etiopien, nordvästra Somalia och Uganda söderut till Angola, Namibia, norra Botswana, Zimbabwe och Moçambique
- Glaucidium perlatum licua – södra Namibia, södra Botswana samt norra och östra Sydafrika

Vissa inkluderar diurnum i licua.

## Ekologi
Pärlsparvugglan är en vanlig och lättsedd fågel i öppet skogslandskap och savann. Den häckar i ett hål i ett träd, till exempel ett tidigare barbetthål, där den lägger två till fyra ägg. Hanen spelar från hålets ingång innan häckning inleds och fortsätter sedan inifrån bohålet, en räcka ylande noter.
Arten jagar ofta dagtid efter små bytesdjur, bland annat små ryggradsdjur och leddjur som gräshoppor, syrsor, skalbaggar, spindlar och tusenfotingar.

## Status och hot
Arten har ett stort utbredningsområde, men tros minska i antal, dock inte tillräckligt kraftigt för att den ska betraktas som hotad. Internationella naturvårdsunionen IUCN listar arten som livskraftig (LC).  Världspopulationen har inte uppskattats men den beskrivs som vida spridd och allt från lokalt vanlig till sällsynt.